# Ramsay Heatley Traquair
Ramsay Heatley Traquair (1840 — 1912) foi um naturalista escocês.
Foi especialista no estudo de peixes fossilizados.